# Тимчасові сили ООН в Лівані
UNIFIL (United Nations Interim Force In Lebanon) — миротворчі сили ООН, що розташовані в південному Лівані, поблизу кордону з Ізраїлем згідно Резолюції Ради Безпеки ООН № 425 від 19 березня 1978 року. Повноваження продовжуються кожних пів року тимчасовим мандатом.

## Становлення
Тимчасові сили ООН у Лівані були створені в 1978 році для спостереження за виведенням ізраїльських військ після того, як Ізраїль окупував південний Ліван. Ізраїль знову вдерся в 1982 році, і лише в 2000 році він вийшов.
Через відсутність узгодженого кордону, ООН встановила межу між Ліваном та Ізраїлем, відому як "блакитна лінія", яку UNIFIL контролює та патрулює.
Організація Об’єднаних Націй розширила місію UNIFIL після місячної війни 2006 року між Ізраїлем і Хезболлою, дозволивши миротворцям розгортатися вздовж ізраїльського кордону для спостереження за припиненням бойових дій і патрулювання буферної зони вздовж кордону.

## Мандат
Згідно з мандатом, встановленим резолюціями 425 і 426 Ради Безпеки Організації Об’єднаних Націй у 1978 році, перед UNIFIL поставлені такі цілі:
- підтвердити виведення ізраїльських військ з південного Лівану;
- відновити міжнародний мир і безпеку;
- допомогти уряду Лівану в забезпеченні повернення його ефективної влади в регіоні.
Незважаючи на те, що UNIFIL є миротворчою місією, війська можуть застосовувати силу за певних обставин, включаючи самооборону, щоб захистити цивільних осіб перед безпосередньою загрозою насильства, а також для захисту об’єктів і обладнання персоналу ООН.
Мандат UNIFIL щорічно поновлюється Радою Безпеки ООН на прохання Лівану. 
Мандат довелося двічі коригувати у зв'язку з подіями 1982 і 2000 років. Після кризи липня-серпня 2006 року Рада збільшила чисельність Сил і постановила, що на додаток до їхнього первісного мандата, UNIFIL будуть, зокрема, здійснювати спостереження за припиненням бойових дій; супроводжувати ліванські збройні сили та надавати їм підтримку під час їхнього розгортання у всіх південних районах країни; а також надавати допомогу для сприяння забезпеченню гуманітарного доступу до цивільного населення і добровільного та безпечного повернення переміщених осіб.
Рада безпеки продовжила мандат до 31 серпня 2025 року.

## Хронологія
Тимчасові сили ООН у Лівані (UNIFIL) були створені Радою Безпеки ООН після першого вторгнення Ізраїлю в південний Ліван у 1978 році.

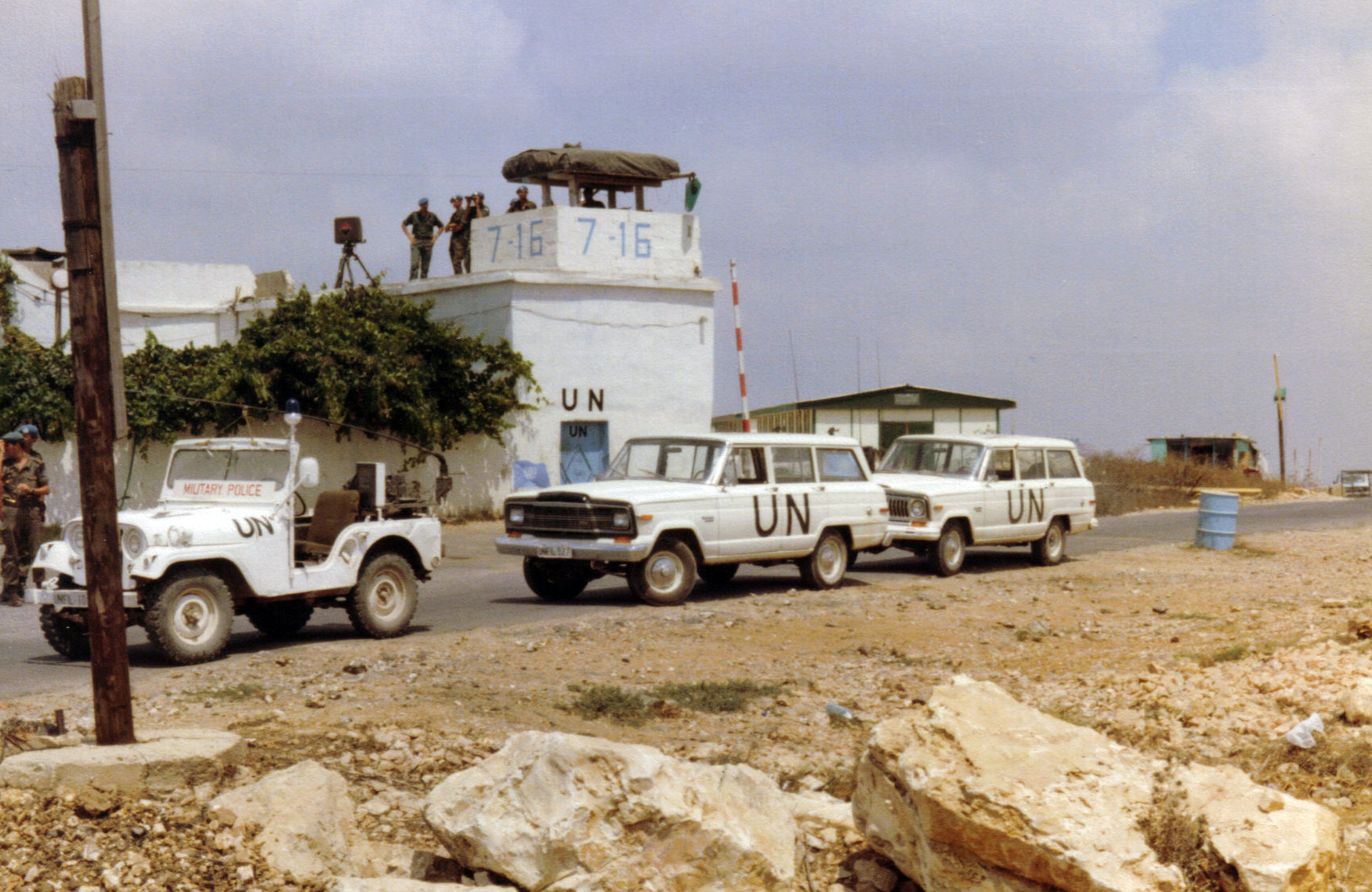
Голландська база UNIFIL, 1981 рік

Його мандат полягав у підтвердженні виведення ізраїльських військ з країни, відновленні міжнародного миру та безпеки та допомозі уряду Лівану відновити його ефективну владу в регіоні.
У червні 1982 року Ізраїль вдруге вторгся в Ліван і згодом встановив зону безпеки всередині країни, яка діяла до його виходу в 2000 році.
У 2000 році UNIFIL встановили «блакитну лінію» – територію протяжністю 120 кілометрів (приблизно 75 миль) уздовж південного Лівану, щоб забезпечити повне виведення ізраїльських сил. Він діє як фактичний кордон між двома країнами, оскільки Ліван та Ізраїль мають постійну прикордонну суперечку.

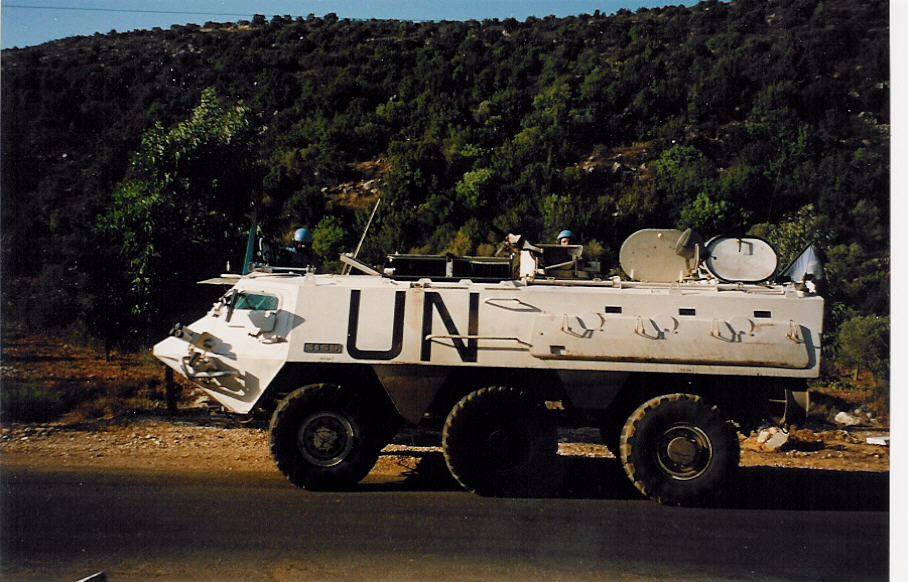
Бронетранспортер сил UNIFIL в південному Лівані

Військам UNIFIL доручено стежити за порушеннями кордону та підтримувати безпеку в районі, який включає опорні пункти Хезболли.

## Чисельність місії
Зараз у складі сил налічується близько 10 000 миротворців у південному Лівані з приблизно 50 країн. 

### Україна
З липня 2000-го по серпень 2006-го 3-й український окремий інженерний батальйон виконував миротворчу місію у складі Тимчасових сил ООН у Лівані. Участь українських миротворців у Місії ООН в Лівані була першою на Близькому Сході.